# مایکل بروک
مایکل بروک (انگلیسی: Michael Brook؛ زادهٔ ۱۹۵۱ میلادی) موسیقی‌دان، آهنگساز، تهیه‌کننده موسیقی، نوازندهٔ گیتار و مخترع اهل کانادا است.
او ۱ مرتبه نامزدِ دریافتِ جایزه گرمی و ۱ مرتبه نامزدِ دریافتِ جایزه گلدن گلوب شده است. وی بابت فیلم دوزخ برندهٔ جایزهٔ «بهترین موسیقی فیلم» در جشنواره فیلم هاوانا و همچنین ۲ مرتبه برندهٔ جایزهٔ انجمن آهنگسازان، پدیدآوران و ناشران آمریکا شده است.

## گزیدهٔ فیلم‌شناسی
- بروکلین (۲۰۱۵)
- سزار چاوز (۲۰۱۴)
- عهد (۲۰۱۳)
- مزایای گوشه‌گیر بودن (۲۰۱۲)
- شکست نخورده (۲۰۱۱)
- مشت‌زن (۲۰۱۰)
- دوزخ (۲۰۱۰)
- به‌سوی طبیعت وحشی (۲۰۰۷)
- یک حقیقت ناراحت‌کننده (۲۰۰۶)
- سقوط شاهین سیاه (۲۰۰۱) (گیتاریست ارکستر)
- مأموریت غیرممکن ۲ (۲۰۰۰) (موسیقی‌دانِ تیم آهنگسازی)
- رنج (۱۹۹۸)